# 李丁载
李丁载（韓語：이정재，1917年1月6日—1961年10月19日），别名都運（도운），是20世纪50年代韩国政治流氓、罪犯，亦为韩国黑社会组织暴力团成员之一。他被视为韩国黑社会组织暴力团的元祖人物，死后被英雄化、美化。

## 生平
李丁载出生于京畿道伊川郡的一个富农家庭。他曾就读于中央高等普通学校，后转至徽文高等普通学校。毕业后，他进入汉城新兴大学学习并取得学位。
1945年解放后，他曾在美军政府的警察部门工作，但1948年政府成立后被免职。随后，他活跃于汉城东大门的组织暴力团，并于1952年加入了自由党，担任党监察部次长。李丁载在自由党内积极参与活动，反对野党人士的暴行等行为。
1957年，他组织了三友会，聚集了100多名黑帮成员，并自封为首领。他与其他黑帮组织，如花郞同志会等，结成勾结关系，对东大门市场的商人进行勒索等恶行。
1961年5月16日，朴正熙军政府发动了五一六政变，李丁载被捕，并于同年10月19日被处决。

## 外部連結
- [大韩新闻 第272号 政治黑帮 柳志光、李丁载、林和秀等 公判]. KTV 대한늬우스. YouTube. 2016-10-14  [2022-04-24]. （原始内容存档于2022-06-14） （韩语）.